# Caryn Kadavy
Caryn Kadavy (Erie, Pensilvânia, 9 de dezembro de 1967) é uma ex-patinadora artística americana, que competiu no individual feminino. Ela conquistou uma medalha de bronze no Campeonato Mundial de 1987, e foi medalhista por quatro vezes do campeonato nacional americano. Kadavy disputou os Jogos Olímpicos de Inverno de 1988.

## Principais resultados
| Resultados                                                            | Resultados        | Resultados       | Resultados        | Resultados        | Resultados    | Resultados    | Resultados    | Resultados    | Resultados    | Resultados    | Resultados    | Resultados    |
| Internacional                                                         | Internacional     | Internacional    | Internacional     | Internacional     | Internacional | Internacional | Internacional | Internacional | Internacional | Internacional | Internacional | Internacional |
| Evento/Temporada                                                      | 1984– 1985        | 1985– 1986       | 1986– 1987        | 1987– 1988        |               |               |               |               |               |               |               |               |
| --------------------------------------------------------------------- | ----------------- | ---------------- | ----------------- | ----------------- | ------------- | ------------- | ------------- | ------------- | ------------- | ------------- | ------------- | ------------- |
| Jogos Olímpicos                                                       |                   |                  |                   | WD                |               |               |               |               |               |               |               |               |
| Campeonato Mundial                                                    |                   | 8.ª              | Medalha de bronze | 7.ª               |               |               |               |               |               |               |               |               |
| Prize of Moscow News                                                  |                   | Medalha de ouro  |                   |                   |               |               |               |               |               |               |               |               |
| Skate Canada International                                            |                   | Medalha de ouro  |                   |                   |               |               |               |               |               |               |               |               |
| St. Ivel International                                                |                   |                  |                   | Medalha de ouro   |               |               |               |               |               |               |               |               |
| Nacional                                                              |                   |                  |                   |                   |               |               |               |               |               |               |               |               |
| Campeonato dos Estados Unidos                                         | Medalha de bronze | Medalha de prata | Medalha de bronze | Medalha de bronze |               |               |               |               |               |               |               |               |
|                                                                       |                   |                  |                   |                   |               |               |               |               |               |               |               |               |
| Legenda: WD = Abandonou; Competição não foi disputada nesta temporada |                   |                  |                   |                   |               |               |               |               |               |               |               |               |